# Liste des cathédrales de Santa Catarina
Cet article recense les cathédrales de Santa Catarina au Brésil.

## Généralités
Du point de vue de l'Église catholique, l'État de Santa Catarina est administré par un archidiocèse et neuf diocèses. Au total, l'État compte dix cathédrales.

## Liste
| Édifice                              | Ville         | Juridiction   | Coordonnées                        | Illus. |
| ------------------------------------ | ------------- | ------------- | ---------------------------------- | ------ |
| Saint-Paul (id)                      | Blumenau      | Criciúma      | 26° 55′ 11″ sud, 49° 03′ 59″ ouest |        |
| Saint-François-d'Assise (id)         | Caçador       | Caçador       | 26° 46′ 30″ sud, 51° 00′ 49″ ouest |        |
| Saint-Antoine-de-Padoue (id)         | Chapecó       | Chapecó       | 27° 06′ 18″ sud, 52° 36′ 49″ ouest |        |
| Saint-Joseph (pt)                    | Criciúma      | Criciúma      | 28° 40′ 38″ sud, 49° 22′ 11″ ouest |        |
| Notre-Dame-de-l'Exil                 | Florianópolis | Florianópolis | 27° 35′ 47″ sud, 48° 32′ 57″ ouest |        |
| Saint-Thérèse-de-l'Enfant-Jésus (id) | Joaçaba       | Joaçaba       | 27° 10′ 33″ sud, 51° 30′ 17″ ouest |        |
| Saint-François-Xavier (id)           | Joinville     | Joinville     | 26° 18′ 19″ sud, 48° 50′ 45″ ouest |        |
| Notre-Dame-des-Plaisirs (id)         | Lages         | Lages         | 27° 49′ 01″ sud, 50° 19′ 33″ ouest |        |
| Saint-Jean-Baptiste (id)             | Rio do Sul    | Rio do Sul    | 27° 12′ 55″ sud, 49° 38′ 36″ ouest |        |
| Notre-Dame-de-Piété (id)             | Tubarão       | Tubarão       | 28° 29′ 02″ sud, 49° 00′ 22″ ouest |        |